# Discografia de José Malhoa
A discografia de José Malhoa, um cantor e compositor de música popular portuguesa, compreende vinte e um álbuns de estúdio, quinze extended plays e cinco coletâneas. Com vendas superiores a três milhões de discos é um dos recordistas de vendas de discos em Portugal.

## Álbuns

### Álbuns de estúdio
| Título                    | Informações                                                                            | Posição | Vendas     | Certificações |
| Título                    | Informações                                                                            | AFP     | Vendas     | Certificações |
| ------------------------- | -------------------------------------------------------------------------------------- | ------- | ---------- | ------------- |
| Um Pouco de Tudo          | - Lançamento: 1983 - Editora: Espacial - Formato: LP                                   | 11      | - : 50.000 | - : Platina   |
| 24 Rosas                  | - Lançamento: 1987 - Editora: Espacial - Formato: LP                                   | 14      | - : 36.000 | - : Ouro      |
| Uma Rosa É Um Espinho     | - Lançamento: 1988 - Editora: Espacial - Formato: LP                                   | 18      | - : 30.000 | - : Ouro      |
| Arrepios de Amor          | - Lançamento: 1992 - Editora: Espacial - Formato: LP                                   | 5       | - : 42.000 | - : Platina   |
| Uma Rosa e Um Beijo       | - Lançamento: 1992 - Editora: Espacial - Formato: LP                                   | 8       | - : 21.000 | - : Ouro      |
| Só de Vez em Quando       | - Lançamento: 1994 - Editora: Espacial - Formato: CD                                   | 20      | - : 28.000 | - : Ouro      |
| Cama, Mesa e Roupa Lavada | - Lançamento: 5 de julho de 1995 - Editora: Espacial - Formato: CD                     | 8       | - : 24.000 | - : Ouro      |
| Sou Um Homem Feliz        | - Lançamento: 7 de julho de 1997 - Editora: Espacial - Formato: CD                     | 6       | - : 21.000 | - : Ouro      |
| Sonhos de Verão           | - Lançamento: 9 de junho de 1999 - Editora: Espacial - Formato: CD                     | 9       | - : 14.000 | - : Prata     |
| Recordar                  | - Lançamento: 1 de julho de 2000 - Editora: Espacial - Formato: CD                     | 13      | - : 11.000 | - : Ouro      |
| Foste Embora              | - Lançamento: 12 de julho de 2002 - Editora: Espacial - Formato: CD                    | 7       | - : 10.500 | - : Ouro      |
| Baile de Verão            | - Lançamento: 7 de julho de 2004 - Editora: Espacial - Formato: CD                     | 21      | - : 13.000 | - : Ouro      |
| Eu Vou a Todas            | - Lançamento: 01 de maio de 2005 - Editora: Espacial - Formato: CD, descarga digital   | 25      | - : 11.000 | - : Ouro      |
| Vai Ter Que Rezar         | - Lançamento: 10 de julho de 2006 - Editora: Espacial - Formato: CD, descarga digital  | 23      | - : 31.000 | - : Platina   |
| Duas Rosas                | - Lançamento: 17 de julho de 2007 - Editora: Espacial - Formato: CD, descarga digital  | 14      | - : 22.000 | - : Platina   |
| A Dança do Bailão         | - Lançamento: 8 de agosto de 2008 - Editora: Espacial - Formato: CD, descarga digital  | 28      | - : 10.000 | - : Ouro      |
| Pecado de Verão           | - Lançamento: 18 de agosto de 2009 - Editora: Espacial - Formato: CD, descarga digital | 22      | - : 10.500 | - : Ouro      |
| O Bailinho do Zé          | - Lançamento: 14 de agosto de 2010 - Editora: Espacial - Formato: CD, descarga digital | 14      | - : 11.500 | - : Ouro      |
| Morena Kuduro             | - Lançamento: 4 de julho de 2011 - Editora: Espacial - Formato: CD, descarga digital   | 7       | - : 16.000 | - : Platina   |
| Baile das Mulheres        | - Lançamento: 15 de julho de 2012 - Editora: Espacial - Formato: CD, descarga digital  | 10      | - : 15.000 | - : Platina   |
| Bela e Mentirosa          | - Lançamento: 15 de maio de 2015 - Editora: Espacial - Formato: CD, descarga digital   | 30      | - : 2.000  |               |

### Extended plays(EPs)
| Título                                      | Informações                                                                           | Posição | Vendas      | Certificações  |
| Título                                      | Informações                                                                           | AFP     | Vendas      | Certificações  |
| ------------------------------------------- | ------------------------------------------------------------------------------------- | ------- | ----------- | -------------- |
| Cara de Cigana                              | - Lançamento: 1979 - Editora: Orfeu - Formato: LP                                     | 1       | - : 300.000 | - : 6× Platina |
| Cigana e Senhora                            | - Lançamento: 1980 - Editora: Orfeu - Formato: LP                                     | 2       | - : 70.000  | - : Platina    |
| Pensar em Ti                                | - Lançamento: 1980 - Editora: Orfeu - Formato: LP                                     | 2       | - : 65.000  | - : Platina    |
| Cristina                                    | - Lançamento: 1981 - Editora: Orfeu - Formato: LP                                     | 5       | - : 60.000  | - : Platina    |
| Amor de Verão                               | - Lançamento: 1982 - Editora: Orfeu - Formato: LP                                     | 7       | - : 50.000  | - : Platina    |
| Ela Voltará/Morena                          | - Lançamento: 1982 - Editora: Orfeu - Formato: LP                                     | 10      | - : 40.000  | - : Ouro       |
| Ninguém É Trapo Velho                       | - Lançamento: 1984 - Editora: Orfeu - Formato: LP                                     | 12      | - : 35.000  | - : Ouro       |
| Obrigado Amor, Obrigado                     | - Lançamento: 1984 - Editora: Orfeu - Formato: LP                                     | 14      | - : 30.000  | - : Ouro       |
| Pai Amigo (com Ana Malhoa)                  | - Lançamento: 1986 - Editora: Espacial - Formato: LP                                  | 10      | - : 33.000  | - : Ouro       |
| Nossa Lambada (com Ana Malhoa)              | - Lançamento: 1989 - Editora: Espacial - Formato: LP                                  | 5       | - : 40.000  | - : Ouro       |
| Estamos Unidos Para Sempre (com Ana Malhoa) | - Lançamento: 1991 - Editora: Espacial - Formato: LP                                  | 13      | - : 25.000  | - : Ouro       |
| Sonhos D'Amor                               | - Lançamento: 1991 - Editora: Espacial - Formato: LP                                  | 18      | - : 22.000  | - : Ouro       |
| Dois Corações (com Ana Malhoa)              | - Lançamento: 1993 - Editora: Espacial - Formatos: LP, CD                             | 12      | - : 27.000  | - AFP: Ouro    |
| O Amor Nunca Pode Acabar (com Ana Malhoa)   | - Lançamento: 1994 - Editora: Espacial - Formato: LP                                  | 9       | - : 25.000  | - : Ouro       |
| O Boguinhas do Zé                           | - Lançamento: 24 de junho de 2013 - Editora: Espacial - Formato: CD, descarga digital | 9       | - : 8.000   | - : Ouro       |
| Não Vou Deixar de Cantar                    | - Lançamento: 7 de junho de 2014 - Editora: Espacial - Formato: CD, descarga digital  | 15      | - : 8.000   | - : Ouro       |

### Compilações
| Título           | Informações                                          | Posição | Vendas     | Certificações  |
| Título           | Informações                                          | AFP     | Vendas     | Certificações  |
| ---------------- | ---------------------------------------------------- | ------- | ---------- | -------------- |
| José Malhoa      | - Lançamento: 1997 - Editora: Espacial - Formato: CD | 17      | - : 22.000 | - : Ouro       |
| Ai Que Solidão   | - Lançamento: 1997 - Editora: Espacial - Formato: CD | 30      | - : 11.000 | - : Prata      |
| Grandes Êxitos   | - Lançamento: 2006 - Editora: Espacial - Formato: CD | 4       | - : 40.000 | - : 2× Platina |
| Grandes Êxitos 2 | - Lançamento: 2009 - Editora: Espacial - Formato: CD | 13      | - : 21.000 | - : Platina    |
| Grandes Êxitos 3 | - Lançamento: 2011 - Editora: Espacial - Formato: CD | 15      | - : 10.000 | - : Ouro       |